# Admiral (Royal Navy)
Pour les articles homonymes, voir Amiral et Admiral.
 (signalé en août 2025).
Si vous disposez d'ouvrages ou d'articles de référence ou si vous connaissez des sites web de qualité traitant du thème abordé ici, merci de compléter l'article en donnant les références utiles à sa vérifiabilité et en les liant à la section « Notes et références ».
- Archive Wikiwix
- Bing
- Cairn
- DuckDuckGo
- E. Universalis
- Gallica
- Google
- G. Books
- G. News
- G. Scholar
- Persée
- Qwant
- (zh) Baidu
- (ru) Yandex
- (wd) trouver des œuvres sur Wikidata

Admiral (en français amiral) est un grade militaire élevé de la Royal Navy, devancé uniquement par le rang d’Admiral of the fleet.
Le rang d’admiral ne doit pas être confondu avec le poste d'« amiral de l'Angleterre » (Admiral of England ou Lord High Admiral) qui — à l'amirauté — est le poste occupé par la personne ayant la responsabilité globale de la Royal Navy.

## Historique

### Moyen Âge
Édouard Ier d'Angleterre a nommé le premier admiral britannique en 1297 quand il a nommé William de Leyburn « amiral de la mer du roi d'Angleterre » (admiral of the sea of the King of England).

### Époque moderne
La Royal Navy a eu également des vice-amiraux et des contre-amiraux au moins depuis le XVIe siècle.
Durant l'ère élisabéthaine, la flotte britannique devient assez grande pour être organisée en escadres. Comme pour les armées terrestres, on définit un corps de bataille, au centre, et deux ailes. Cela donne, pour une armée navale, une escadre du centre, entre une escadre d'avant-garde et une escadre d'arrière-garde. Le rang honorifique était accordé, toujours comme dans une armée terrestre, d'abord au centre, puis à l'avant-garde (équivalent de l'aile droite), enfin à l'arrière-garde (équivalent de l'aile gauche)[réf. souhaitée]. L’admiral de l'escadre portait le Red Ensign, le vice-amiral le White Ensign, et le contre-amiral le Blue Ensign.

Cheminement des promotions pour les officiers généraux de la Marine britannique.

Les escadres classées par ordre rouge, blanche et bleue, avec des amiraux classés en fonction de leur rang : 
1. Admiral of the fleet ;
2. Amiral de l'escadre rouge (Admiral of the Red) ;
3. Amiral de l'escadre blanche (Admiral of the White) ;
4. Amiral de l'escadre bleue (Admiral of the Blue) ;
5. Vice-amiral de l'escadre rouge (Vice Admiral of the Red) ;
6. Vice-amiral de l'escadre blanche (Vice Admiral of the White) ;
7. Vice-amiral de l'escadre bleue (Vice Admiral of the Blue) ;
8. Contre-amiral de l'escadre rouge (Rear Admiral of the Red) ;
9. Contre-amiral de l'escadre blanche (Rear Admiral of the White) ;
10. Contre-amiral de l'escadre bleue (Rear Admiral of the Blue).

Les postes de cette échelle étaient occupés par une seule personne et les promotions étaient fonction de l'ancienneté (après promotion, mort ou démission du titulaire de l'échelon supérieur). Cependant, il était possible de promouvoir des amiraux sans référence à l'une des trois escadres; dans ce cas, on parlait de Yellow admiral.
Au XVIIIe siècle, chaque échelon pouvait avoir plusieurs titulaires, même si celui d’admiral de l'escadre rouge — l'escadre principale — a toujours été occupé par un seul officier général, connu sous le nom d'amiral de la flotte (Admiral of the Fleet ).

### Époque contemporaine
La répartition de la flotte en trois escadres désignées par des pavillons de couleur a été abandonnée en 1864. Le Red Ensign a été attribué à la marine marchande, le White Ensign est devenu le pavillon de la Royal Navy, et le Blue Ensign a été attribué aux navires de réserve ou auxiliaires.
Au XIXe siècle, la marine britannique a également maintenu un rang connu sous le nom d'« amiral portuaire » (Port admiral), un amiral vétéran qui servait comme commandant d'un port et qui était chargé de l'approvisionnement, du réaménagement et du maintien des navires amarrés au port. Le port le plus important a été celui de Portsmouth.
En 1996, le rang d’Admiral of the Fleet n'est plus pourvu en temps de paix, excepté au profit de membres de la famille royale.